# おらあガン太だ
『おらあガン太だ』（おらあガンただ）は、1974年7月2日から1975年3月25日までフジテレビ系列の火曜19時00分 - 19時30分（JST）に放送された児童向けドラマである。
番組の冒頭、主題歌に入る前にガン太が「おらあ、ガン太だァ!!」と叫ぶ。

## 概要
信州（長野県）からやって来た少年・ガン太が巻き起こす珍騒動を描いた作品。
ガン太役には、NET（現：テレビ朝日）系列で放送されていた特撮番組『ダイヤモンド・アイ』でモンちゃんという少年を演じた簾内滋之（すのうち滋之）が担当、すのうちは後年、『少年探偵団』（日本テレビ系列）の探偵団メンバー“ゴムガン”桂正一、『5年3組魔法組』（NET→テレビ朝日系列）の魔法組メンバー・ガンモを演じた。
ガン太は田舎から東京に子豚を連れて来た設定で、放送に映る豚は基本的には同じ位の大きさだった（実際には、豚が大きくなるのが早く、何頭もの子豚を使って撮影していた）。
長期に渡ってタツノコプロ制作アニメが放送されたこの枠では、珍しいドラマとなったが、9ヶ月で終了した。
終了後は『サザエさん』の再放送番組『まんが名作劇場 サザエさん』を開始、以後『ドラゴンボール』→『ゲゲゲの鬼太郎（第3作）』→『怪奇倶楽部』といった再放送番組が1998年9月まで継続する。

## ストーリー
主人公である野生児・ガン太は信州に両親と共に住んでいたが、ある日両親が亡くなったため、自転車店「朝日商会」を営んでいる東京の家族に引き取られる事になった。やがてガン太は東京でも信州同様に大暴れ、毎回珍騒動を巻き起こす事に…。

## 出演者
- ガン太：簾内滋之（すのうち滋之）
- 雄吉：玉川良一
- 河内桃子
- 平川薫
- 三浦弥生（朝日商会隣のブティックのママ）[2]：みみんあい

ほか

## 脚本
- 才賀明ほか

## 製作会社
- フジテレビ、東京映画、俳優座

## 主題歌
オープニングテーマ「のんびり自転車」
エンディングテーマ「きっと明日も」
2曲ともに、作詞：中山千夏 / 作曲：端田宣彦 / 編曲：筒井広志 / 歌：こおろぎ'73
「のんびり自転車」は後年、日本ハム・島田誠→金子誠選手の応援歌として使われた。

## サブタイトル
1. おらあ天下の田舎っぺ （1974年7月2日）
2. ガン太で学校は大騒ぎ （7月9日）
3. 女の心はわかンねえ （7月16日）
4. 野球って面白えけんど （7月30日）
5. 東京はでっけえなァ （8月6日）
6. 海は広いなでっけえな （8月13日）
7. サイクリングはごっきげん （8月20日）
8. ガン太の土俵入り （8月27日）
9. 木登りは故郷のにおい （9月3日）
10. ハッピー・バースデーですだ （9月10日）
11. ママと呼んだだ （9月17日）
12. おかしなおばあちゃん （9月24日）
13. 白いハイヒール （10月1日）
14. 自転車野郎とガン太号 （10月8日）
15. 信州から来た中尉さん （10月15日）
16. 東京っ子は大嫌い （10月22日）
17. 自転車の免許証 （10月29日）
18. 勉強は大嫌い （11月5日）
19. おらが大きくなったら （11月12日）
20. おらもお前も田舎っぺ （11月19日）
21. おせっかいでもいいだ! （11月26日）
22. この子犬10万円 （12月3日）
23. おらたちも団結すべえ （12月10日）
24. さすらいの転校生 （12月17日）
25. 三公とダイヤモンド （12月24日）
26. 喧嘩でサイクリング （1975年1月7日）
27. 少年探偵団出動 （1月14日）
28. 若葉ちゃんのペット （1月21日）
29. 世にも不思議な物語 （1月28日）
30. ちゃんは恋愛結婚 （2月4日）
31. おらあ宇宙人を見ただ （2月11日）
32. チャンも苦労しますだ （2月18日）
33. 恋はカゼぎみ （2月25日）
34. しゃっくりが止まらない （3月4日）
35. 自転車の嫌いなおじさん （3月11日）
36. あゝ青春ですだ （3月18日）
37. 結婚しますだ…? （3月25日）

## 放送局
- フジテレビ（制作局）：火曜 19:00 - 19:30
- 北海道文化放送：火曜 19:00 - 19:30[3]
- 青森放送：日曜 10:30 - 11:00[4]
- 秋田テレビ：火曜 19:00 - 19:30[5]
- 山形テレビ：火曜 19:00 - 19:30[5]
- 仙台放送：火曜 19:00 - 19:30[6]
- 新潟総合テレビ：火曜 18:00 - 18:30[5]
- テレビ静岡：火曜 19:00 - 19:30[5]
- 長野放送：火曜 19:00 - 19:30[5]
- 富山テレビ：火曜 19:00 - 19:30[7]
- 石川テレビ：火曜 19:00 - 19:30[7]
- 福井テレビ：火曜 19:00 - 19:30[7]
- 東海テレビ：火曜 19:00 - 19:30[8]
- 関西テレビ：火曜 19:00 - 19:30[9]
- 山陰中央テレビ：火曜 19:00 - 19:30[10]
- テレビ岡山（現・岡山放送）：火曜 19:00 - 19:30[11]
- 広島テレビ：火曜 19:00 - 19:30[11]
- テレビ愛媛：火曜 19:00 - 19:30[11]
- テレビ西日本：火曜 19:00 - 19:30[12]
- テレビ長崎：火曜 19:00 - 19:30[12]
- テレビ熊本：火曜 19:00 - 19:30[12]
- テレビ大分：火曜 19:00 - 19:30[13]
- 鹿児島テレビ：水曜 19:00 - 19:30[14]
- 沖縄テレビ：火曜 19:00 - 19:30[15]

## コミカライズ
あだち充によって、徳間書店刊『テレビランド』に連載された。